# Lista życzeń
Lista życzeń − młodzieżowa powieść fantasy, autorstwa irlandzkiego pisarza Eoina Colfera. W Polsce ukazała się w 2004 r. nakładem wydawnictwa W.A.B.
Książka opowiada o Meg Finn, niepokornej nastolatce, która ginie podczas dokonywania włamania. Jednak, zamiast pójść do Nieba lub Piekła, jej dusza dostaje szansę odkupienia złych uczynków. Meg musi pomóc swojej ofierze w wypełnieniu listy życzeń. Jednak śladem duszy Meg podążają wysłannicy Piekła, którzy starają się uniemożliwić jej to zadanie.

## Opis fabuły
14-letnia Meg Finn razem z "Bekiem" Brennanem włamują się do domu emerytowanego Lowriego McCalla. Nie wszystko jednak idzie gładko, i podczas przypadkowej szamotaniny z właścicielem domu włamywacze giną w wyniku eksplozji gazu.
Dusza Beka, kryminalisty i sadysty, idzie prosto do Piekła. Jednak Meg, która za życia nie była ani dobra, ani przesadnie zła, nie ma prawa trafić ani do Piekła, ani do Nieba. Bilans między jej dobrymi a złymi uczynkami wynosi 0. Święty Piotr daje dziewczynce szansę spełnienia ostatniego dobrego uczynku i wysyła ją z powrotem na Ziemię. Ma szansę rehabilitacji poprzez pomaganie McCallowi w wypełnieniu jego Listy Życzeń - czterech rzeczy, których stary Lowrie nigdy nie odważył się zrobić, a które chciałby nadrobić przed śmiercią. 
Meg trafia z powrotem na Ziemię, dołącza się do McCalla i razem wyruszają w podróż po kraju. Na Liście Życzeń znajdują się:
1. Buzi Zuzi - pocałunek dla młodzieńczej, niespełnionej miłości McCalla
2. Strzelić bramkę na Croke Park, największym stadionie piłki nożnej w Dublinie
3. Odegranie się na Piłce, dręczycielowi z dzieciństwa
4. Splunięcie z Klifów Moheru

Meg nie wie jednak, że jej misja i dusza są w niebezpieczeństwie: Szatan także pragnie mieć jej duszę. Belzebub wysyła za nią straszliwie zdeformowanego Beka, wspomaganego przez nowoczesną technologię. Bek ma przeszkodzić w naprawieniu zła, jakie wyrządziła, i sprawić, by trafiła do piekła.
Z czasem, podczas realizowania kolejnych punktów z listy Lowriego, Meg zaprzyjaźnia się ze starcem i nabiera coraz więcej współczucia i miłości, których wcześniej jej brakowało. 
Podczas spełniania ostatniego życzenia rozegra się dramatyczna walka między Meg a Bekiem, oraz między siłami Dobra i Zła.

## Postaci

### Postaci pierwszoplanowe
- Meg Finn - niepokorna, krnąbrna nastolatka. Po śmierci matki wychowywana przez sadystycznego ojczyma, często ucieka z domu i dokonuje drobnych przestępstw. Choć w głębi duszy chce być dobra, ma zbyt słaby charakter, by wyrwać się ze złego towarzystwa. Szansa, jaką dostaje po śmierci, oraz podróżowanie z McCallem, uczą ją miłości i współczucia do drugiego człowieka.
- Lowrie McCall - zgorzkniały emeryt, który z niecierpliwością czeka na śmierć. Jednak spotkanie z Meg sprawia, że zaczyna odkrywać drobne przyjemności z życia i dochodzi do wniosku, że nie warto jeszcze umierać.
- Bek Brennan - kryminalista i sadysta. Po śmierci stapia się w jedno ze swoim agresywnym psem, i jako pół-człowiek pół-zwierzę wyrusza na polecenie Piekieł w pogoń za swoją wspólniczką.

### Postaci drugoplanowe
- Franco - okrutny ojczym Meg, pozujący na dobrotliwego opiekuna
- Myishi - demon, zajmujący się zaopatrywaniem Piekła w najnowocześniejszą technologię. Podobny do Ogierka z serii o Artemisie Fowlu.
- Ciszek - "robak tunelowy", dusza przebywająca w Czyśćcu i czekająca na przeniesienie do Piekła bądź Nieba
- Święty Piotr
- Szatan
- Zuzanna Ward - dawna miłość McCalla
- Brendan Piła - dręczyciel McCalla z czasów szkolnych

## Przedstawienie Nieba i Piekła
Colfer został skrytykowany za przedstawienie Nieba i Piekła w sposób sprzeczny z tradycyjnym wizerunkiem katolickim. W książce Św. Piotr ma wyraźną satysfakcję z wysyłania dusz do Czyśćca, a Szatana nie cieszy torturowanie dusz.